# Soyouz MS-09
Soyouz MS-09 (en russe : Союз МС-09) est une mission spatiale lancée le 6 juin 2018 grâce à un lanceur homonyme. Le vaisseau a conduit 3 astronautes jusqu'à la Station spatiale internationale (ISS) afin qu'ils participent aux expéditions 56 et 57.

## Équipage

### Principal
- Commandant Sergueï Prokopyev, Roscosmos,  Russie
- Ingénieur de vol 1 : Serena M. Auñón-Chancellor, NASA,  États-Unis
- Ingénieur de vol 2 : Alexander Gerst, ESA,  Allemagne

### Équipage de remplacement
- Commandant : Oleg Kononenko,  Russie
- Ingénieur de vol 1 : David Saint-Jacques,  Canada
- Ingénieur de vol 2 : Anne C. McClain,  États-Unis

## Remarque
Gerst sera le premier commandant allemand de l'ISS ainsi que le second européen et le quatrième non russe et non américain à commander l'ISS, au cours de l'Expédition 57.
Il était initialement prévu que Jeanette Epps soit la deuxième ingénieure de vol de la mission. Elle a été remplacée par Auñón-Chancellor en janvier 2018.

## Incidents
Le 30 août 2018, une fuite est détectée sur le module orbital du vaisseau amarré au segment russe de la station. C'est une légère perte de pression dans l'habitacle qui a donné l'alerte. L'origine de la fuite — un trou d'approximativement 2 mm de diamètre — est identifiée et la réparation effectuée le jour même. Une enquête doit déterminer la cause de l'incident, mais l'hypothèse de la micrométéorite a été exclue. Le vaisseau demeure apte à assurer le retour de l'équipage en sécurité,,.
À la suite de l'échec du lancement de Soyouz MS-10 le 11 octobre 2018, la mission est prolongée, afin de ne pas laisser l'ISS inhabitée. Le vaisseau devra cependant rentrer sur Terre au plus tard six à sept mois après son lancement.
Après enquête sur les causes de l'échec du lancement de Soyouz MS-10, le lanceur Soyouz est de nouveau autorisé à transporter des équipages. Après l'arrivée des membres de la mission Soyouz MS-11 le 3 décembre 2018, le retour sur Terre de l'équipage a eu lieu le 20 décembre 2018.
Les enquêteurs russes attribuent vite la présence du trou à un forage réalisé avec maladresse, comme en témoigne la présence d'éraflures à proximité. La thèse d'une erreur humaine commise au sol est privilégiée.
Le 12 août 2021, à la suite des incidents ayant affecté le lancement puis l'amarrage du module russe Nauka, l'agence Tass, citant un responsable de Roscosmos sans dévoiler son identité, avance que le forage a été commis en situation de microgravité, donc par un membre d'équipage de la Station spatiale internationale. L'article accuse l'astronaute Serena M. Auñón-Chancellor d'avoir saboté la capsule au cours d'une crise de nerfs. La NASA rejette en bloc ces accusations.